# Marcus Eriksson
Marcus Per Eriksson (Upsália, 05 de dezembro de 1993), é um basquetebolista profissional sueco que atualmente joga pelo Alba Berlin que disputa a BBL e a EuroLiga.